# Реснички
Ресните (на латински: Cilium) подобно камшичетата са органели за движение и представляват издавания от клетъчната повърхност. Те имат общо устройство.
Ресните представляват тънки цилиндрични израстъци на цитоплазмата покрити от плазмалемата. Всяка ресничка съдържа стебло, преходна част и базално телце. Вътрешността на стеблото е заета от аксонема, която е цилиндрична фигура, изградена от 9 двойки (дублети) като в центъра се разполага централна двойка микротубули. Единствено ресничките на рецепторните клетки на ретината не съдържат централна двойка тръбички. Имат два периферни микротубула – А (вътрешен) и В(външен)
от всеки микротубул А се протягат към В чифтове израстъци – рамена, изградени са от Динеин, а са закрепени един към друг чрез еластичен материал – нексин. В основата им се виждат добре оцветени малки зърна – базални телца. Базалните телца наподобяват центриолите, често те са разположени под прав ъгъл едно спрямо друго, подобно на диплозомата на цитоцентъра и като нея са изградени от триплети.

## Разпространение
- срещат се в епителните клетки на дихателните пътища
- в част от каналите на мъжката и женска полова система
- в мезотела на плевралната и перитонеалната кухина
- в рецепторните клетки на ретината
- разполагат се във върховата част на клетката и могат да бъдат множествени – 250-300 или единични.